# 대명길 (서울)
대명길(Daemyeong-gil)은 서울특별시 종로구 혜화동 142-1에서 명륜2가 181-4까지를 잇는 도로이다. 도로 명칭은 조선시대 성균관 유생들의 여가를 즐기던 거리의 명칭을 인용한 것이다.

## 역사
- 2010년 7월 2일 : 종로구 도로명 주소 고시

## 주요 경유지
서울특별시
- 종로구 (혜화동 - 명륜2가)

## 노선
| 교차로 | 접속 노선  | 소재지 | 소재지 | 비고             |
| ------ | ---------- | ------ | ------ | ---------------- |
|        | 대학로     | 종로구 | 혜화동 | 교차로 이름 없음 |
|        | 대학로11길 | 종로구 | 혜화동 | 교차로 이름 없음 |

## 부속도로
- ● : 전 구간 해당
- ▲ : 일부 구간 해당
- ✖ : 해당 없음

| 도로명  | 기점          | 종점          | 총연장 (m) | 차량 통행 가능 | 일방통행 | 소재지 | 소재지 |
| ------- | ------------- | ------------- | ---------- | -------------- | -------- | ------ | ------ |
| 대명1길 | 명륜2가 206-2 | 명륜4가 160-6 | 150        | ✖              | ✖        | 종로구 | 혜화동 |

## 주요 건물 및 시설
- 서울연극센터 (서울특별시 종로구 대명길 3)
- 성진빌딩 (서울특별시 종로구 대명길 24)
- 대학로CGV (서울특별시 종로구 대명길 28)